# 蕉坑特別地區

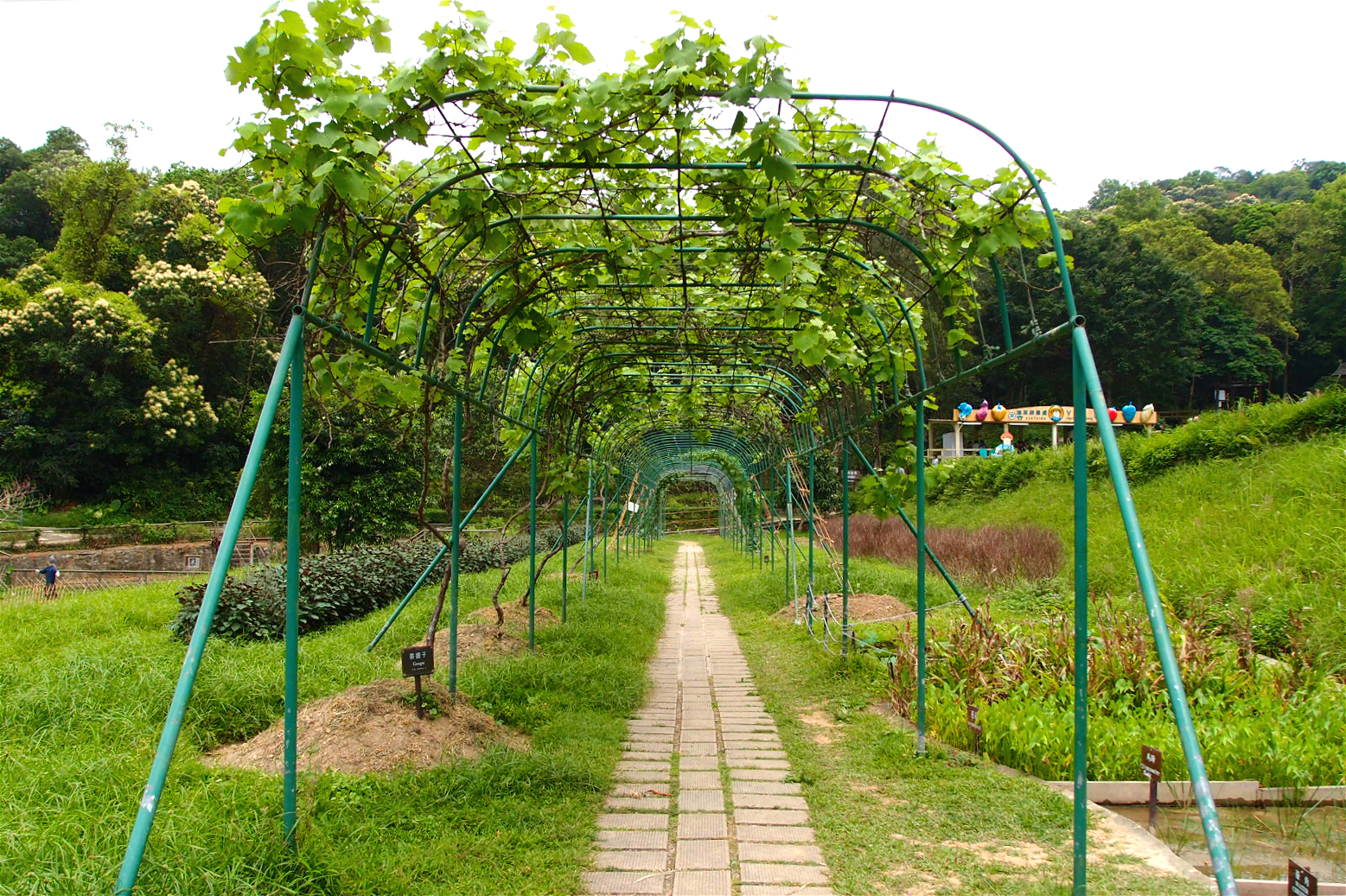
獅子會自然教育中心

蕉坑特別地區（劃定於1987年12月18日），是一個位於香港新界西貢區蕉坑的特別地區，佔地24公頃。該自然護理區是香港的第三個特別地區。
蕉坑特別地區內設有獅子會自然教育中心，設有田園及多個主題展覽館，以推廣自然保育，同時是熱門的婚攝地點。區內亦設有一條長1公里的自然教育徑，可連接山路前往麻藍笏。

## 圖片集

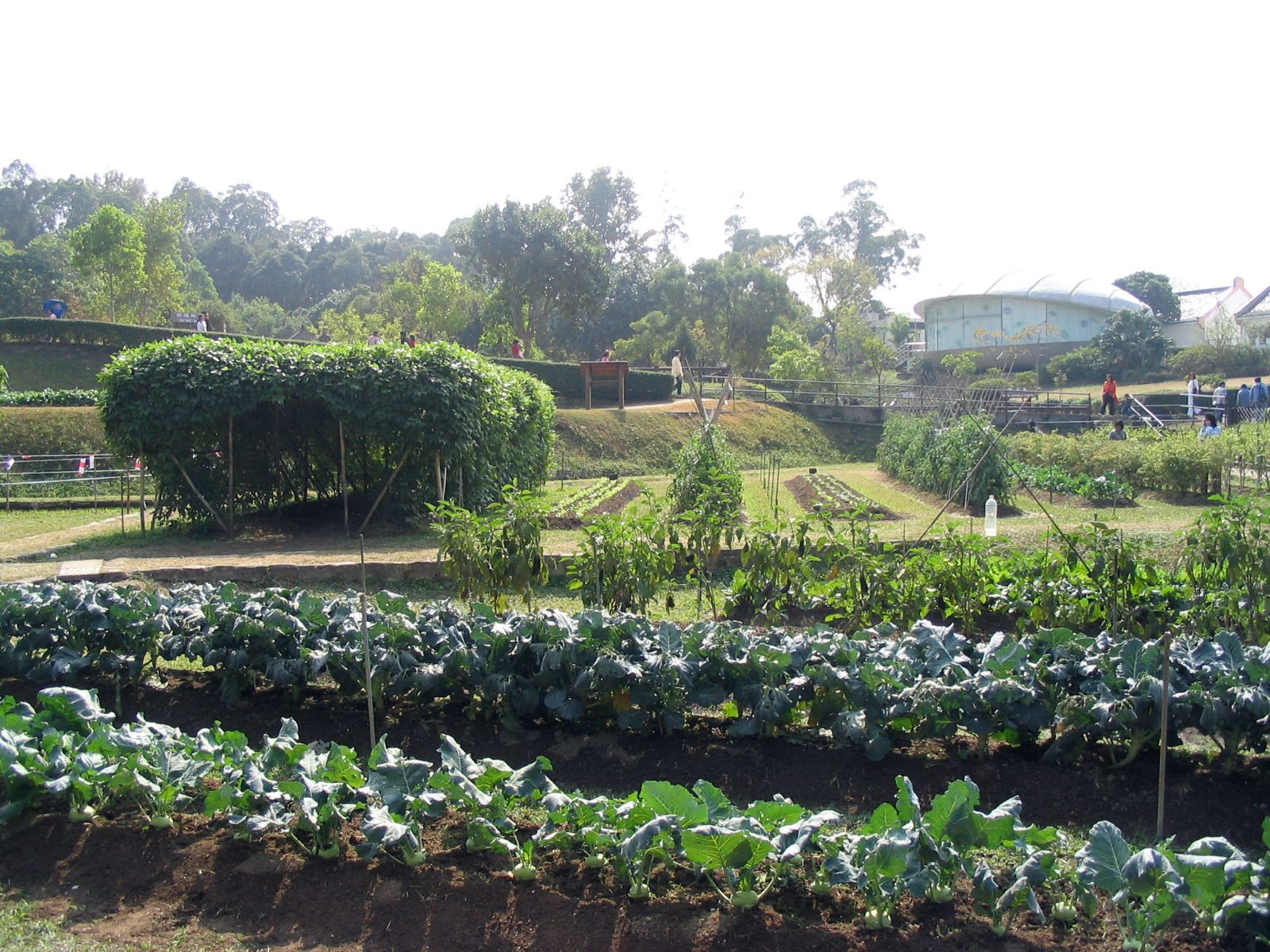
獅子會自然教育中心
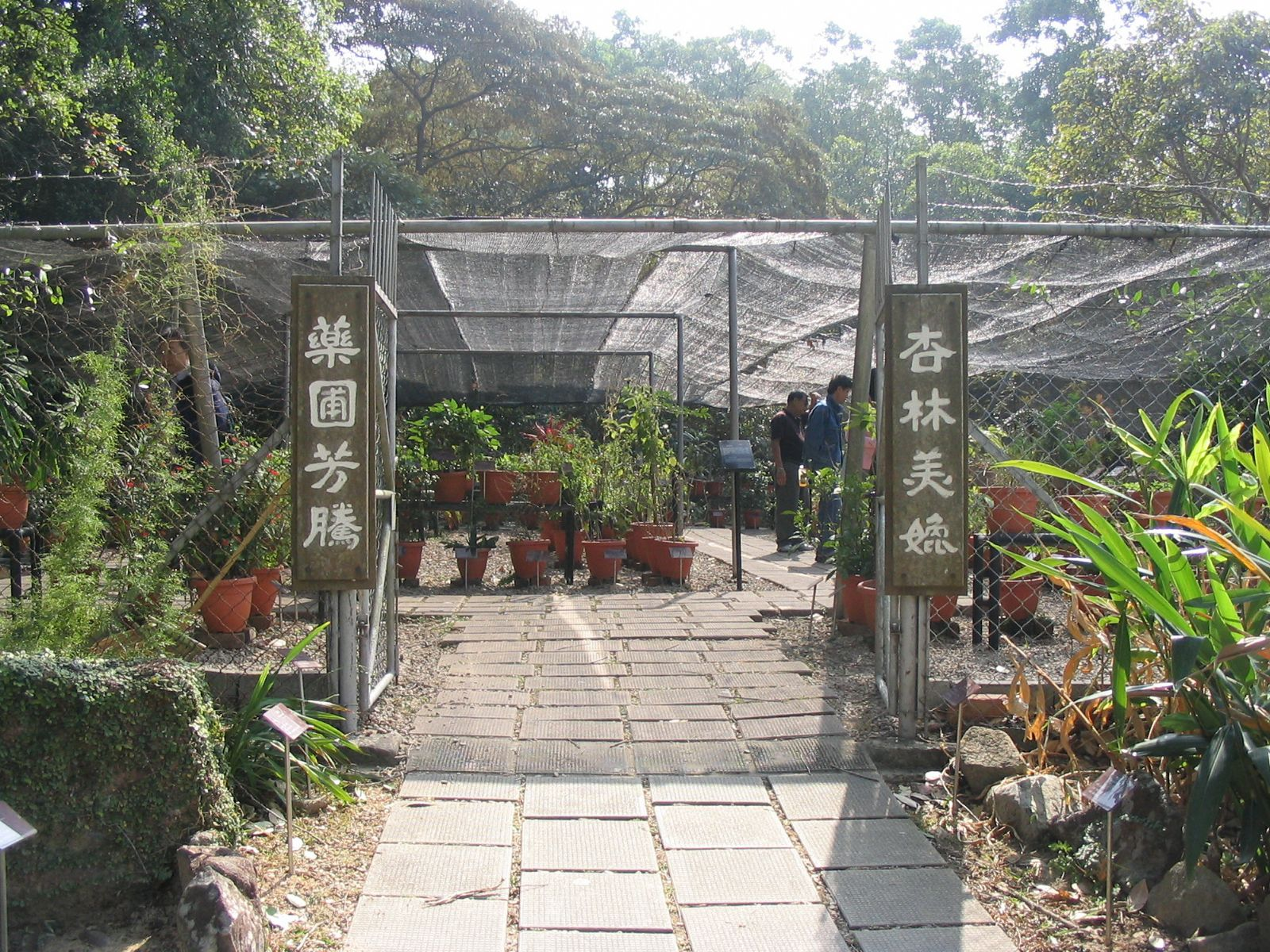
中草藥園
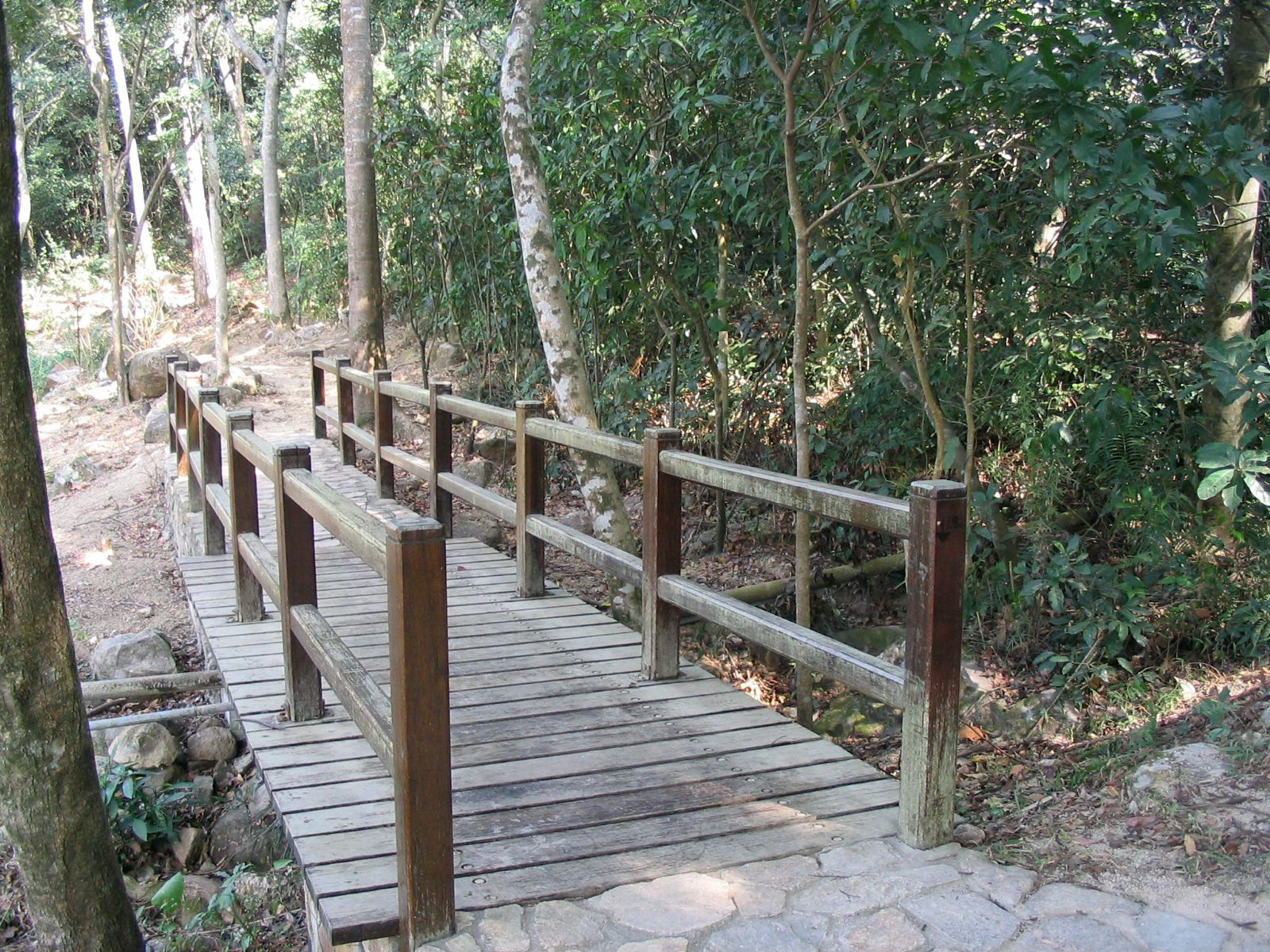
木橋
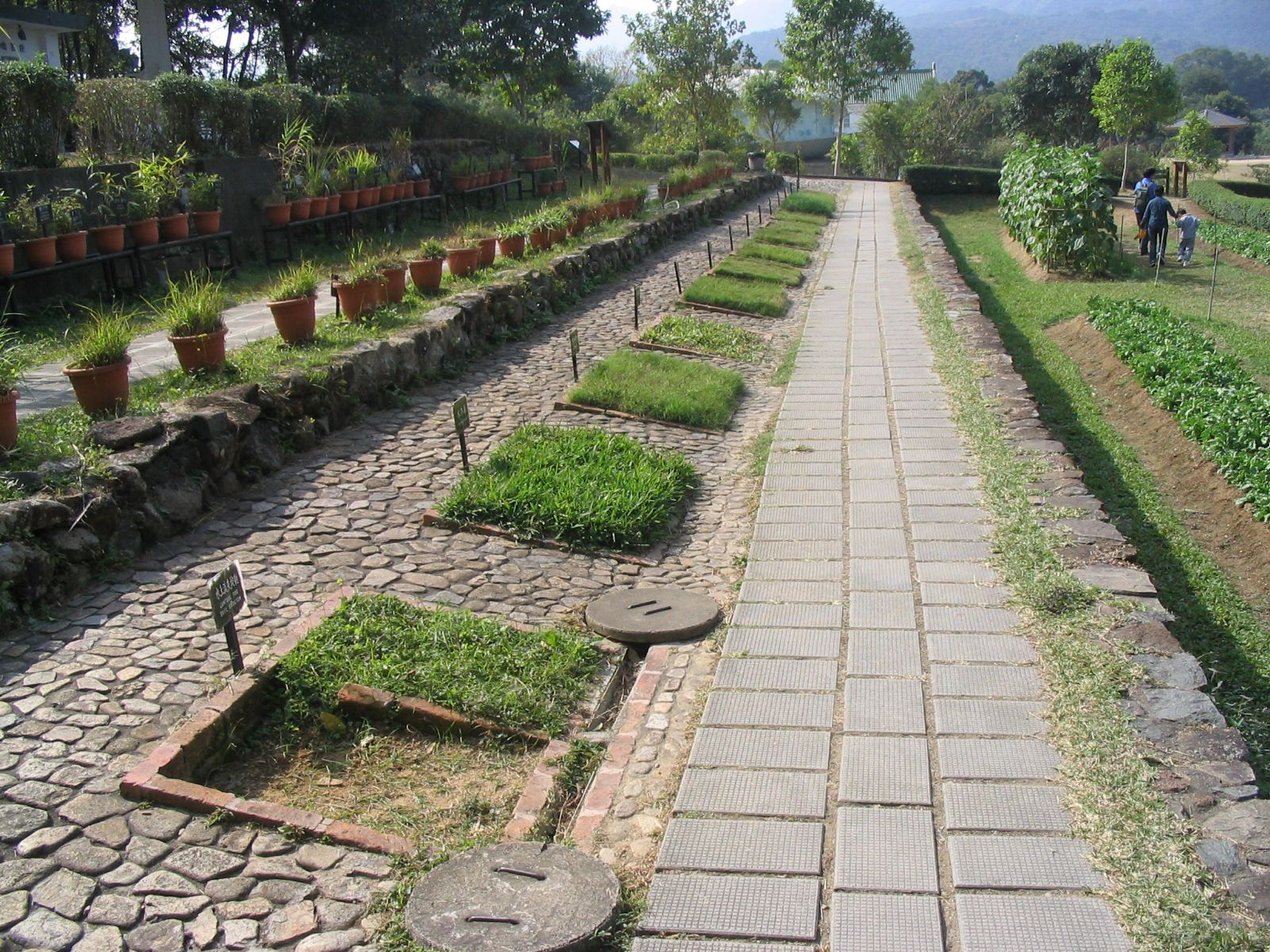
農田
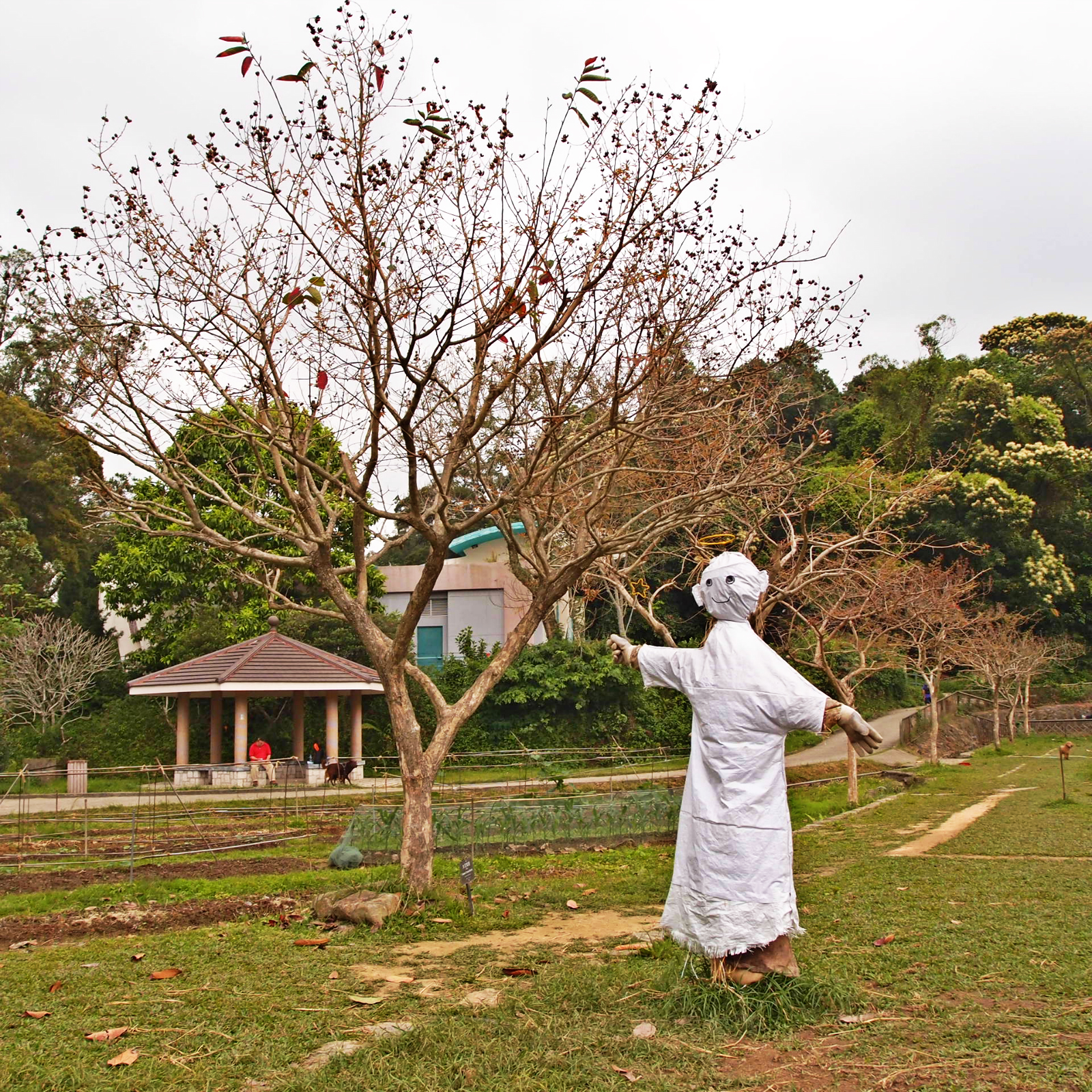
涼亭和稻草人
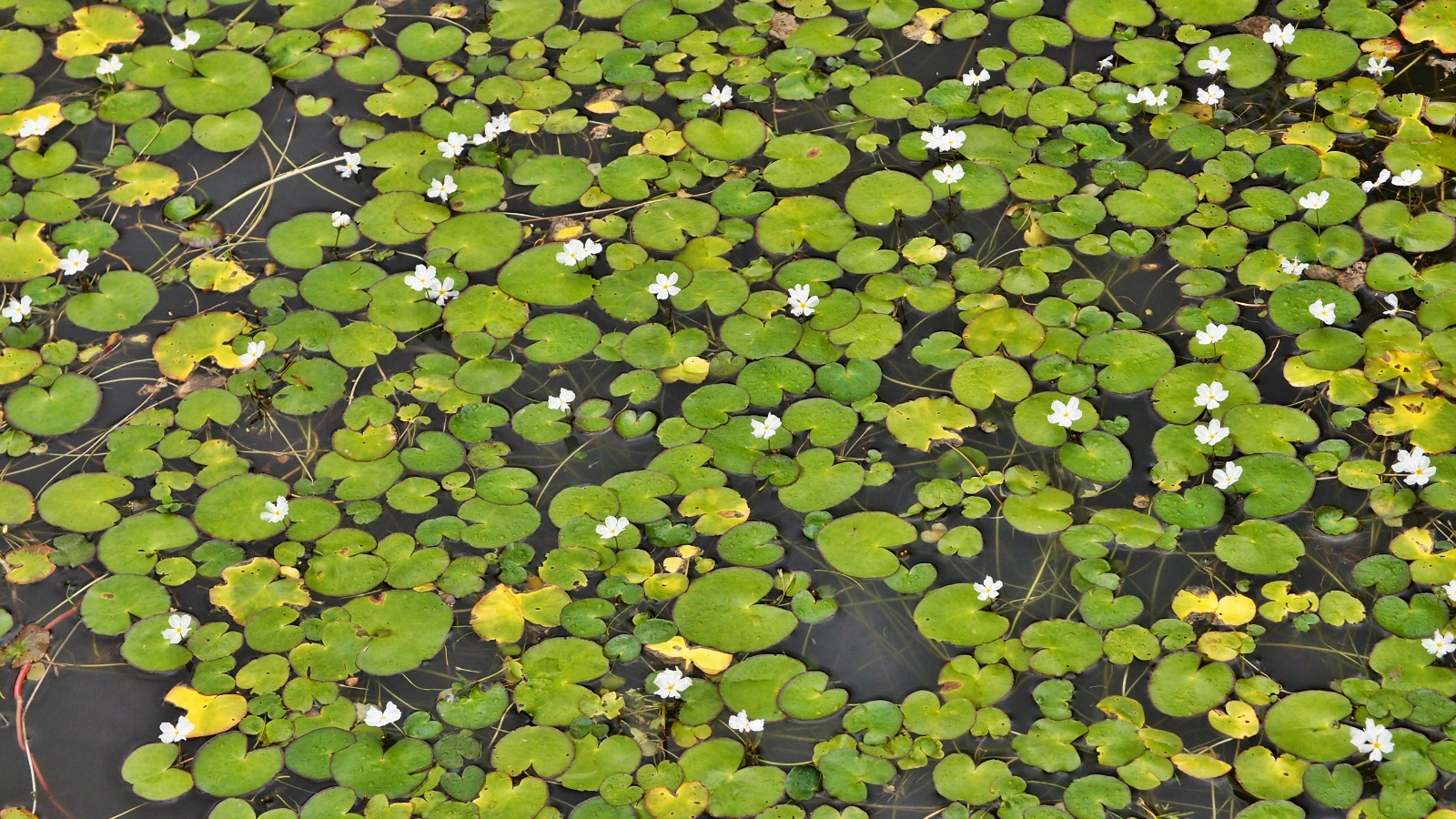
供青娃和蜻蜓棲息的生態池